# Anamnesis (ciencias de la salud)

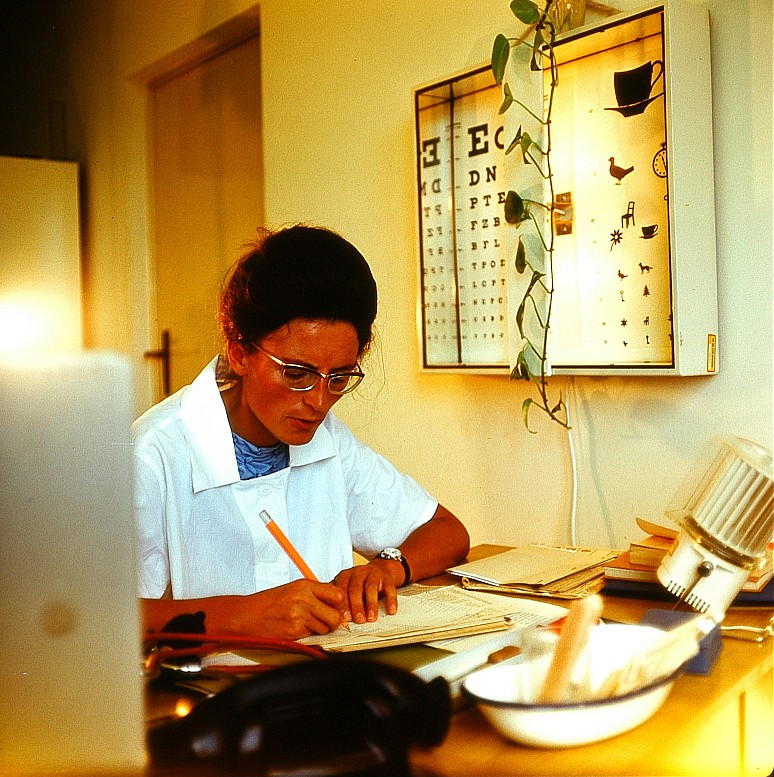
La anamnesis es la recogida de información sanitaria por un médico mediante preguntas específicas, formuladas bien al propio paciente, o bien a otras personas relacionadas.

En las ciencias de la salud, la anamnesis (del griego ἀνάμνησις, recolección, reminiscencia) es la recogida ordenada y pormenorizada de información por un especialista de la salud mediante preguntas específicas, formuladas bien al propio paciente, o bien a otras personas relacionadas (en este caso, también se le denomina heteroanamnesis) para obtener datos útiles, y elaborar información valiosa para formular el diagnóstico y tratar al paciente.

## Características
Las quejas o indicios médicamente relevantes que aportan el paciente o personas de su entorno son referidas como síntomas, en contraste con los signos clínicos, que son revelados a partir de una exploración física por parte del personal médico.   
La mayoría de los datos conseguidos en una entrevista clínica son aportados al historial clínico del paciente. El alcance, profundidad y naturaleza de los datos de dicho historial varía en función de la especialidad médica. Así, un paramédico limitará su historial a detalles importantes como el nombre, la queja del paciente, alergias, etcétera, mientras que un psiquiatra aportará datos relevantes sobre la vida del paciente que puedan resultar necesarios a la hora de diagnosticar una enfermedad mental.
La información obtenida de esta manera, junto con los datos revelados a partir de un examen clínico, permiten al médico elaborar un diagnóstico y un tratamiento. Si no existe información suficiente como para un diagnóstico seguro, se elabora uno provisional, y otras posibilidades (diagnóstico diferencial) pueden ser tomadas, según su orden de probabilidad. El tratamiento puede, en dicho caso, incluir investigaciones ulteriores con el propósito de clarificar el diagnóstico.
La catamnesis es el conjunto de datos que se pueden suministrar de un paciente, una vez concluido su estudio y tratamiento.

## Datos recopilados
En la anamnesis se recopilan los siguientes datos:
- Datos de identificación: nombres y apellidos completos, ID, edad, género, ocupación, estado civil, escolaridad, dirección, nombre del acompañante o de quien da la información, y teléfono.
- Motivo de consulta: el motivo principal por el cual el paciente acude a la consulta médica. Es de especial importancia anotar en la historia clínica el motivo por el que los pacientes y sus familiares acuden a la consulta médica. No podemos dar por finalizado un tratamiento si no hemos corregido el problema que parecía ser prioritario para el paciente.
- Enfermedad actual: se usa para ampliar el motivo de consulta, evolución y tratamientos que se está realizando.
- Antecedentes personales: qué enfermedades ha sufrido, si es alérgico a algún medicamento u otras sustancias, si ha tenido intervenciones quirúrgicas, sus hábitos potencialmente dañinos y su estilo de vida general.
- Antecedentes familiares: se destacan las enfermedades hereditarias o importantes que hayan sufrido padre, madre o hermanos.

Generalmente después de la anamnesis se procede a la exploración física, que es una revisión de órganos, aparatos o sistemas, y consta de cuatro partes:
1. Inspección u observación.
2. Palpación.
3. Percusión (golpecitos en el estómago para ver si hay presencia de aire o de agua).
4. Auscultación (se hace por medio del fonendoscopio o estetoscopio).